# Zhuping (sockenhuvudort i Kina, Hubei Sheng, lat 32,46, long 109,71)
Zhuping (kinesiska: 竹坪, 竹坪乡) är en sockenhuvudort i Kina. Den ligger i provinsen Hubei, i den centrala delen av landet, omkring 480 kilometer nordväst om provinshuvudstaden Wuhan. Antalet invånare är 24 730. Befolkningen består av 10 898 kvinnor och 13 832 män. Barn under 15 år utgör 15,0 %, vuxna 15-64 år 72 %, och äldre över 65 år 12,0 %.
Runt Zhuping är det ganska tätbefolkat, med 96 invånare per kvadratkilometer. Närmaste större samhälle är Shuiping, 19,9 km sydost om Zhuping. I omgivningarna runt Zhuping växer i huvudsak blandskog.
Genomsnittlig årsnederbörd är 1 072 millimeter. Den regnigaste månaden är september, med i genomsnitt 177 mm nederbörd, och den torraste är december, med 5 mm nederbörd.